# Sugawara no Michizane
Sugawara no Michizane (菅原道真; Kyoto, 1º agosto 845 – 26 marzo 903) è stato un poeta e politico giapponese del periodo Heian.
È considerato un poeta eccellente, in particolare nella poesia Kanshi, ed è oggi venerato nello Shintoismo come il dio dell'apprendimento, Tenman-Tenjin (天満天神, spesso abbreviato in Tenjin). Nell'antologia poetica Hyakunin isshu, è conosciuto come Kanke (菅家), e nel dramma kabuki è conosciuto come Kan Shōjō (菅丞相).

## Biografia

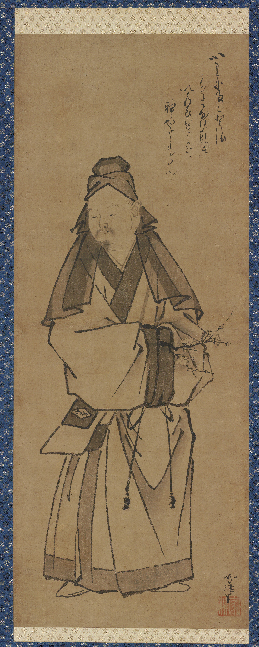
Tenjin (Michizane) in rotta verso la Cina, fine XV secolo di Sesshin, periodo Muromachi, inchiostro su carta, conservato allo Smithsonian Institution

Nacque in una famiglia di studiosi non aristocratici; da ragazzo studiò i classici cinesi e nell'870 entrò nella corte di Kyoto come studioso e poeta.
Nell'886 fu nominato governatore della provincia di Sanuki, l'odierna prefettura di Kagawa, sull'isola di Shikoku, per poi fare ritorno alla capitale nell'890.
Fu scelto come precettore del futuro imperatore Daigo.
Nell'anno 894 fu invitato a guidare una ambasceria ai T'ang, in Cina, ma rifiutò e si schierò a sostegno dell'abolizione delle ambasciate imperiali in Cina nell'894, teoricamente in considerazione del declino della dinastia Tang. Un potenziale ulteriore motivo potrebbe risiedere nella quasi completa ignoranza di Michizane del cinese parlato; la maggior parte dei giapponesi alfabetizzati all'epoca leggeva solo il cinese e sapeva poco o niente della lingua parlata. Michizane, in qualità di ambasciatore designato in Cina, avrebbe dovuto perdere la faccia se fosse stato costretto a dipendere da un interprete. Pertanto, l'imperatore Uda interruppe la pratica di inviare ambasciatori.
Nell'anno 899 fu nominato Udaijin, Ministro della Destra, ma, all'ascesa al trono di Daigo, a causa di una calunnia ordita dal Ministro della Sinistra (Sadaijin) Fujiwara no Tokihira, fu assegnato alla lontana zona di Dazaifu, nella Provincia di Chikuzen nel Kyūshū in quello che era praticamente un esilio.
Morì in questo luogo, dopo due anni, nel 903.
Successivamente alla sua morte, si succedettero una serie di calamità e i figli dell'imperatore Daigo morirono uno dopo l'altro; la Grande Sala delle Udienze (shishinden) del Palazzo Imperiale fu colpita ripetutamente da fulmini, e la città ha sopportato settimane di temporali e inondazioni. Attribuendo questi disastri allo spirito infuriato (onryō) dell'esiliato Sugawara nella forma del dio del tuono Raijin, la corte imperiale costruì un santuario shintoista chiamato Kitano Tenman-gū a Kyoto e glielo dedicò. Restaurarono postumo il suo titolo e la sua carica e cancellarono dal verbale ogni menzione del suo esilio. Anche questo non fu abbastanza, e 70 anni dopo Sugawara fu divinizzato come Tenjin-sama, un dio del cielo e delle tempeste. Alla fine Tenjin si è evoluto in un kami benigno protettore delle lettere e della calligrafia. 
A Tenjin sono ancora oggi dedicati molti santuari, tra cui il piccolo santuario di Suika Tenmangu, mentre nella prefettura di Fukuoka gli è stato dedicato il santuario Dazaifu Tenmangū.

Fiore di ume usato come simbolo del Santuario Dazaifu Tenmangū

Divenne l'esempio più notevole di un'interessante trasformazione spirituale: uno spirito vendicativo giapponese, onryō, è un fantasma violento, di solito un ex aristocratico ucciso ingiustamente e di conseguenza in cerca di vendetta. Quando ben supplicati, tuttavia, gli spiriti onryō possono convertirsi volontariamente in goryō, spiriti benevoli che possono essere potenti alleati.
Le sue vicende e l'ingiustizia ricevuta hanno ispirato molte opere letterarie, come il dramma jōruri Sugawara denju tenarai kagami (I segreti della calligrafia di Sugawara).

## Poesia
Michizane aveva un talento eccezionale nella poesia sia per il kanshi (poesia in cinese) che per il waka (poesia in giapponese).
Il suo interesse primario era il kanshi, perché a quei tempi l'immersione nella cultura cinese era considerata una prova di raffinatezza e cultura. Poiché la sua eccellenza nel kanshi era ben nota in tutta la corte, l'imperatore Daigo gli suggerì di compilare le sue poesie cinesi, e quindi pubblicò il Kanke Bunsō (菅家文草, "Poesia cinese di Sugawara no Michizane") e lo dedicò all'imperatore nel 900. Dopo la sua retrocessione a vice-governatore del dazaifu continuò a lavorare sui kanshi e li riunì nel Kanke Kōshū (菅家後集, "Antologia successiva di Sugawara no Michizane"). L'opera conteneva 46 kanshi, fu completato qualche tempo prima della sua morte nel 903. Lo inviò a Ki no Haseo (紀長谷雄) proprio prima della sua morte.
Trentacinque sue poesie sono state selezionate per le antologia imperiali, una delle sue poesie è stata inclusa in Ogura Hyakunin Isshu di Fujiwara no Teika:
(Hyakunin isshu n.24)
(Nota: ci sono due giochi di parole (kakekotoba) in questa poesia: kono tabi per "questo viaggio" (この旅) e "questa volta" (この度) e tamuke per "offerta" (手向ける, tamukeru) e "Monte Tamuke" (手向山, tamuke yama)).

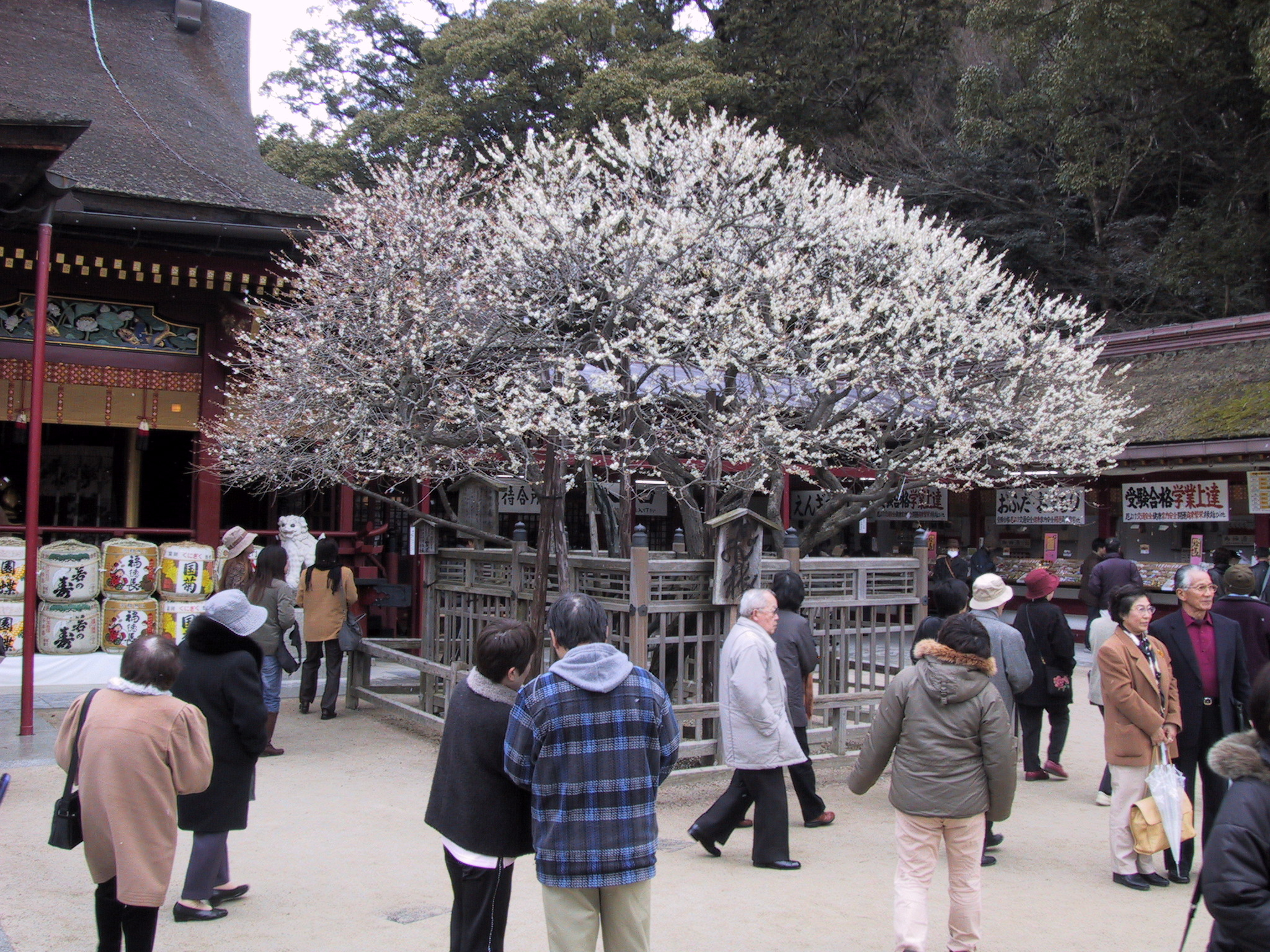
tobi-ume o il pruno volante a Dazaifu Tenmangū

Un altro dei suoi famosi waka è una poesia scritta nel 901 poco prima che lasciasse Kyoto per Dazaifu. Provava un profondo dolore per il fatto che non avrebbe mai più rivisto il suo prezioso susino nella sua residenza a Kyoto, così gli parlò con affetto:
(Shūi wakashū)
(Nota: にほひおこせよ?, (nioi okose yo) può essere interpretato come "diffondi il tuo profumo" piuttosto che "fiorire in piena fioritura", sebbene un tale uso della parola nioi come "profumo" o "odore" sia relativamente moderno e raro nel periodo classico).
Quanto sopra è tratto dal poema 1006 dello Shūi Wakashū; sebbene questa sia la forma originale di questa poesia, quando fu raccolta più tardi in Hōbutsushū, l'ultima frase fu modificata da haru o wasuru na (春を忘るな) in haru na wasure so (春な忘れそ) (il significato rimane invariato), che divenne la sua variazione popolare.
Una leggenda romantica dice che il susino era così affezionato al suo padrone che alla fine volò a Dazaifu, e quell'albero divenne noto come tobi-ume (飛梅, il pruno volante) a Dazaifu Tenmangū (un santuario dedicato al suo maestro). Una leggenda più realistica dice che Michizane o il suo amico hanno trapiantato la sua piantina a Dazaifu.

## Onorificenze
- Primo grado senior (正一位?, shō ichi-i) (12 giugno 993; postumo)